# Abdelmalek Madani
Abdelmalek Madani (* 28. Februar 1983) ist ein algerischer Straßenradrennfahrer.
Abdelmalek Madani wurde 2008 algerischer Vizemeister im Einzelzeitfahren hinter Azzedine Lagab. Im November gewann er bei den Afrikameisterschaften in Marokko die Bronzemedaille im Straßenrennen hinter Dan Craven und Hassan Zahboune. 2009 fuhr Madani für das Doha Team aus Katar, das als Continental Team an den UCI Continental Circuits teilnahm. In diesem Jahr sowie 2011 wurde er algerischer Zeitfahrmeister. Ebenfalls 2011 gewann er eine Etappe der  Tour du Faso und 2015 eine Etappe der Tour International de Constantine. 2017 bestritt er seine letzte Rennen, als er jeweils Fünfter in Zeitfahren und Straßenrennen der nationalen Meisterschaften wurde.

## Erfolge
2008
- Afrikameisterschaft – Straßenrennen

2009
- Algerischer Meister – Einzelzeitfahren

2010
- Algerischer Meister – Einzelzeitfahren

2011
- eine Etappe Tour du Faso

2015
- eine Etappe Tour International de Constantine

## Teams
- 2009 Doha Team
- 2011 Groupement Sportif Pétrolier Algérie
- 2012 Groupement Sportif Pétrolier Algérie
- 2013 Groupement Sportif Pétrolier Algérie
- 2014 Groupement Sportif des Pétrolier Algérie
- 2015 Groupement Sportif des Pétrolier Algérie